# Cour du Cantal
La cour du Cantal est une voie du 11e arrondissement de Paris, en France.

## Situation et accès
La cour du Cantal est une voie située dans le 11e arrondissement de Paris. Elle débute au 22, rue de la Roquette et se termine au 18, rue de Lappe. Son portail est fermé par une grille.

## Origine du nom
Son nom est symbolique de l'importante communauté d'Auvergnats qui habitait alors dans le quartier entre la place de la Bastille et la rue de Lappe ; les habitants de cette cour étaient en grande partie originaires du département du Cantal.

## Historique
Cette cour est constituée de plusieurs bâtiments ou ateliers datant du XIXe siècle.
Dans son ouvrage, Nouveau dictionnaire historique de Paris, écrit au début du XXe siècle, Gustave Pessard indique qu'« il est curieux de se trouver ainsi transporté en pleine Auvergne, il faut voir les boutiques avec les sabots, le lard, la fourme, les salaisons, les crêpes, le miel, le vin et jusqu'à la miche qui arrive toute fraîche deux fois par semaine du pays ».